# Clémont
Clémont – miejscowość i gmina we Francji, w Regionie Centralnym, w departamencie Cher.
Według danych na rok 1990 gminę zamieszkiwało 631 osób, a gęstość zaludnienia wynosiła 13 osób/km² (wśród 1842 gmin Regionu Centralnego Clémont plasuje się na 583. miejscu pod względem liczby ludności, natomiast pod względem powierzchni na miejscu 94.).